# Paramount Communications
Paramount Communications Inc. foi um empresa estadunidense do ramo de mídia e entretenimento originada a partir do rebatismo da Gulf and Western Industries.
Foi adquirida e incorporada pela Viacom em 1994. Sua principal sucessora é a Paramount Global.

## História
Em 1989, a Gulf+Western vendeu seus bens sem associação ao entretenimento e alterou seu nome para Paramount Communications. A nova empresa possuía Paramount Pictures, Paramount Television, Madison Square Garden (incluindo MSG Network), New York Knicks, New York Rangers, Simon & Schuster e Famous Music.
No mesmo ano, a Paramount Communications lançou uma contra-oferta de U$10.7 bilhões para comprar a Time Inc, com objetivo de barrar a fusão da Time com a Warner Communications. Isso fez a Time Inc. a subir o seu valor para U$ 14.9 bilhões. A Paramount Communications entrou com ação judicial para bloquear a fusão Time/Warner, mas o Supremo Tribunal de Delaware decidiu em favor da Time. Assim, surgiu a Time Warner, posteriormente WarnerMedia e atual Warner Bros. Discovery.
Usando o dinheiro da venda dos outros bens da Gulf and Western, a Paramount Communications comprou a TVX Broadcast Group, grupo de emissoras de TV, e KECO Entertainment, conjunto de parques temáticos, em 1991 e 1992, respectivamente. a TVX foi renomeada para Paramount Television Stations e a KECO virou Paramount Parks.
Em 1994, a Viacom comprou a Paramount Communications. A Viacom vendeu logo depois as propriedades ligadas ao Madison Square Garden, incluindo New York Knicks, New York Rangers e MSG Network, para a Cablevision.
A Paramount Communications, então, foi incorporada à Viacom. Em 2005, a Viacom se dividiu em Viacom e CBS Corporation. A nova Viacom ficou com a Paramount Pictures, BET Networks e a MTV Networks. A CBS Corporation herdou a rede de TV homônima, a Showtime Networks, Simon & Schuster, a Paramount Television (que se tornaria CBS Paramount Television), a Viacom Television Stations Group (sucessora da Paramount Television Stations) e a Paramount Parks, vendida para Cedar Fair em 2006. As duas empresas voltariam a se fundir em 2019 para formar a ViacomCBS, renomeada Paramount Global em 2022.